# 上海外高桥保税区
外高桥保税区（英語：Shanghai Waigaoqiao Free Trade Zone），位于上海市浦东新区下辖的一个类乡级行政单位，也是中华人民共和国的一个保税区。现已成为中国（上海）自由贸易试验区的一部分。

## 简介
上海外高桥保税区位于上海市东北端，紧临长江口，位于长江与东海海岸线的交汇处。距离上海市中心20公里，距离上海浦东国际机场40公里，距离上海虹桥国际机场35公里。张杨路、杨高路、杨浦大桥、外环线、中环线、翔殷路隧道、外环隧道、上海轨道交通6号线、上海轨道交通10号线、沪崇苏高速公路、规划中的浦东铁路，将上海外高桥保税区同上海市区以及周边城市相连。
1990年6月，上海外高桥保税区经中华人民共和国国务院批准设立，同年9月正式启动。上海外高桥保税区获得批准时，规划面积10平方公里，位于上海市浦东新区，紧靠外高桥港区，是中华人民共和国第一个，也是到1996年中华人民共和国15个保税区中经济总量最大的保税区。
上海外高桥保税区是“设有隔离设施的实行特殊管理的经济区域，货物可以在保税区与境外之间自由出入，免征关税和进口环节税，免验许可证件，免予常规的海关监管手续（国家禁止进出口和特殊规定的货物除外）。”
“上海市外高桥保税区管理委员会”是上海市人民政府的派出机构，根据上海市人民代表大会制定的《上海外高桥保税区条例》等法规，统一管理上海外高桥保税区的行政事务。海关依据《保税区海关监管办法》对上海外高桥保税区实施业务监管。
上海外高桥保税区是集多种经济功能于一体的综合型保税区，也是上海市现代物流产业基地之一、上海市进出口贸易基地之一、上海市微电子产业带的组成部分。截至2008年12月底，上海外高桥保税区累计批准了来自94个国家及地区的10242个项目，累计吸引投资总额160.6亿美元，合同外资金额74.1亿美元，实际利用外资总额50.3亿美元；上海外高桥保税区内企业从业人数达到19万，其中外籍工作人员达到9200多人。
2009年11月18日，上海综合保税区管理委员会成立。该管理委员会作为上海市人民政府的派出机构，统一管理洋山保税港区、上海外高桥保税区（含上海外高桥保税物流园区，2021年4月15日，上海外高桥保税物流园区更名為外高橋港綜合保稅區）、上海浦东机场综合保税区的行政事务。
2013年9月29日，中国（上海）自由贸易试验区正式挂牌成立，上海外高桥保税区成为该试验区的一部分。根据中国共产党上海市委员会《关于组建中国（上海）自由贸易试验区管理委员会的批复》（沪委〔2013〕818号）文件的要求，自2013年9月29日起，启用“中国（上海）自由贸易试验区管理委员会”印章，同时停止使用“上海综合保税区管理委员会”印章。
2020年11月20日，上海外高桥生物医药产业园在上海外高桥保税区揭牌。